# Gęsie pióro

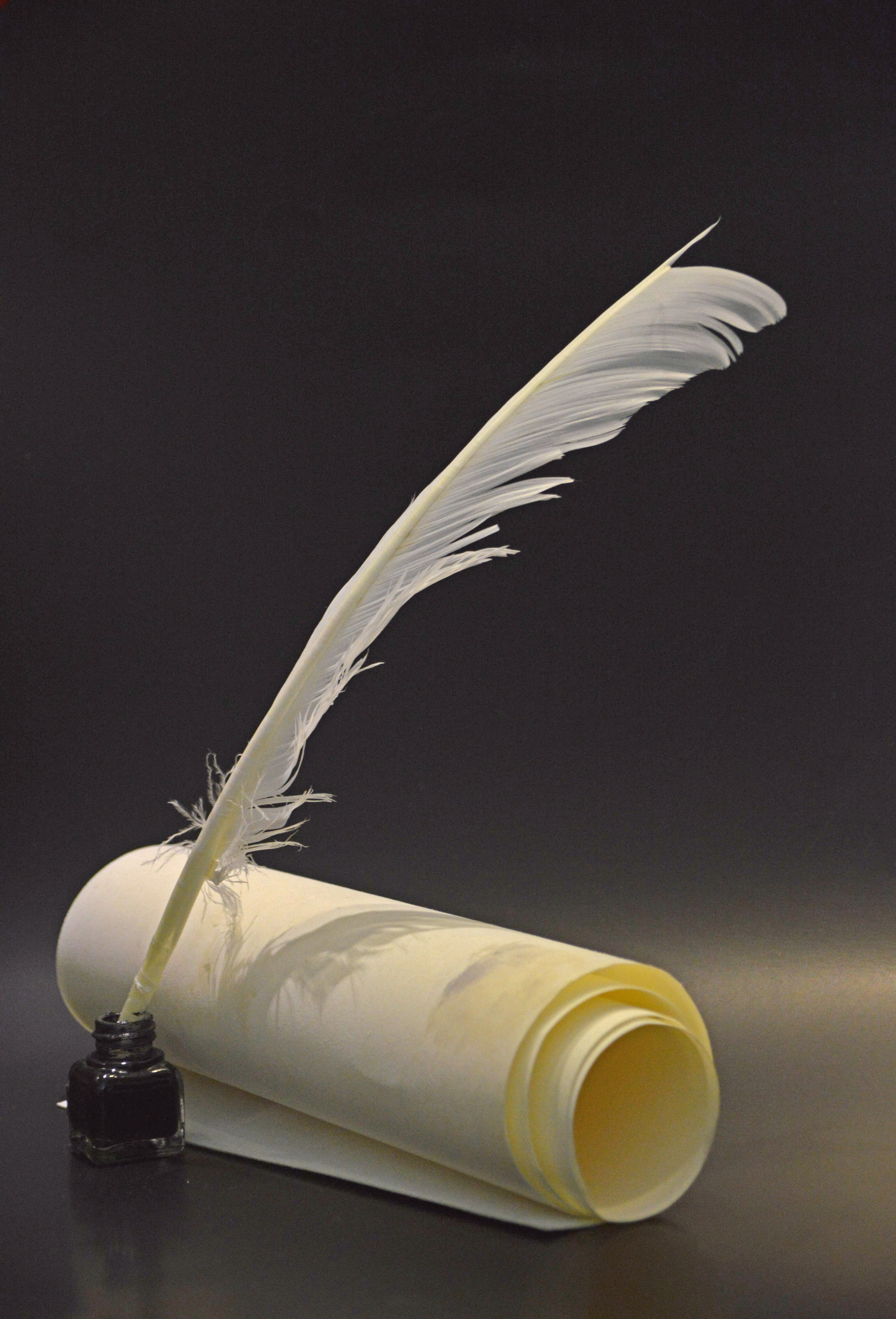
Gęsie pióro

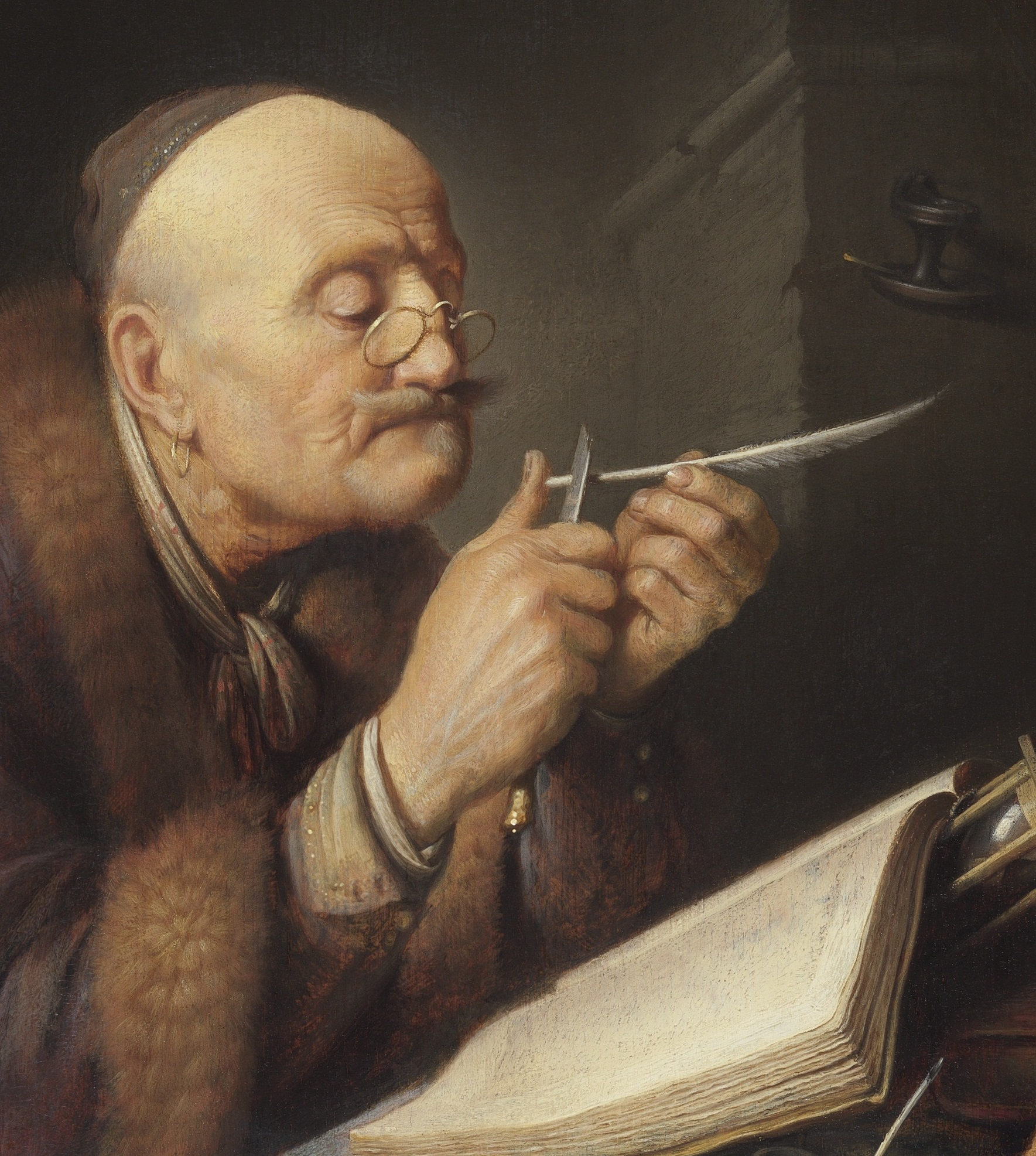
Przycinanie gęsiego pióra na obrazie Gerarda Dou (1633)

Gęsie pióro – potoczne określenie odpowiednio przyciętej lotki dużego ptaka używanej w przeszłości jako narzędzie do pisania.

## Historia
Przed gęsimi piórami ludzie używali rylców, którymi pisali po glinie i wosku, oraz piór trzcinowych (kalamusów) z atramentem – do pisania na papirusie i skórach zwierząt. Każda z tych technik miała jednak istotne wady. Teksty pisane na glinie były ciężkie i kruche, a także trudne do sporządzenia (gliniane tabliczki trzeba było wypalać po skończeniu). Woskowe tabliczki szybko się niszczyły i były wrażliwe na ciepło. Z kolei trzcinowe pióra były zbyt sztywne i szybko się zużywały. Z tych powodów zastąpiono je gęsimi piórami, choć uprzednio używane narzędzia do pisania nie wyszły całkowicie z użytku.
Choć ciężko ustalić, kiedy pojawiły się pierwsze gęsie pióra, wiadomo, że niektóre części Rękopisów z Qumran zostały napisane gęsimi piórami w II wieku p.n.e. Święty Izydor z Sewilli wspomina je w swoich pismach z VII wieku. Uważa się, że gęsie pióro zaczęło się rozpowszechniać jako popularna metoda pisania, lepsza niż trzcinowe pióra. Dzięki gęsim piórom łatwo było pisać na pergaminie i welinie. Używano ich również z małymi pędzlami do wzbogacania rękopisów ilustracjami, zdobieniami czy rysunkami. 
W XV wieku popularność piór gęsich zaczęła rosnąć wraz z rozprzestrzenianiem się na dobre pisma w świecie zachodnim. Wiele ważnych dokumentów, takich jak Magna Charta Libertatum czy Deklaracja niepodległości Stanów Zjednoczonych, zostało napisanych i podpisanych gęsimi piórami. Popularność gęsich piór trwała do czasu, gdy w XIX wieku do masowej produkcji weszły stalówki, choć w niektórych zastosowaniach przetrwały one do dziś. Podczas obrad Sądu Najwyższego Stanów Zjednoczonych na stołach umieszczanych jest dwadzieścia gęsich piór.

## Wytwarzanie
Istnieją różne metody obróbki ptasich piór, tak aby stały się piórami do pisania. Wykorzystuje się duże pióra gęsi, łabędzi lub indyków (choć można również użyć piór wrony, orła, sowy lub jastrzębia). Stosinę pióra należy najpierw zmiękczyć, na przykład umieszczając ją w gorącym popiele. Następnie pióro jest spłaszczane na twardej powierzchni za pomocą noża i zaokrąglane palcami. Zamiast popiołu stosuje się również gorącą wodę lub piasek. Głównym celem jest utwardzanie pióra przy jednoczesnym uczynieniu go bardziej elastycznym, aby wytrzymało pisanie przez dłuższy czas. Potem za pomocą małego noża nacina się pod odpowiednim kątem dutkę, celem utworzenia owalnego otworu. Następnie tym samym nożem wykonuje się szczelinę na górnej części stosiny, która podczas pisania będzie dostarczała atrament do dutki poprzez zjawisko kapilarne. W dolnej części pióra wycina się miarkę, a rogi po obu stronach dutki są odcinane, dzięki czemu dutka jest płaska. Prawidłowo wykonane gęsie pióro może służyć przez długi czas bez konieczności ponownego ostrzenia.